# Завиша, Кшиштоф Станислав
Кшиштоф Станислав Завиша (20 апреля 1660 — 15 августа 1721) — государственный и военный деятель Великого княжества Литовского, воевода минский (1720—1721), писатель-мемуарист. Староста чечерский (1684) и минский (1685).

## Биография
Представитель знатного литовского шляхетского рода Завишей герба «Лебедь». Сын писаря великого литовского Андрея Казимира Завиши (ок. 1614—1678) и Александры Огинской.
После смерти своего отца Кшиштоф Станислав Завиша перешел под опеку своего родного дяди, канцлера великого литовского, князя Марциана Александра Огинского. Учился в Виленском и Краковском университетах.
Принимал активное участие в политической жизни Речи Посполитой: несколько раз избирался послом (депутатом) на сеймы. В 1697, 1718, 1720 годах Кшиштоф Станислав Завиша избирался маршалком сеймов. В 1720 году Кшиштоф Станислав Завиша получил должность воеводы минского.
В 1686 году участвовал в заключении договора о вечном мире между Речью Посполитой и Московским государством. В правление Яна Собеского участвовал в войне с Османской империей. Вначале был сторонником польского короля Августа Сильного, но во время Северной войны перешел на сторону Станислава Лещинского. На сейме 1718 года Кшиштоф Станислав Завиша добился принятия постановления о сокращении полномочий коронных и литовских гетманов.
Один из основных спонсоров часовни Святого Фелициана в Архикафедральном соборе Святого Имени Пресвятой Девы Марии при иезуитском коллегиуме в Минске. После смерти был похоронен в нём.

## Семья
Был женат на Терезе Тышкевич, дочери кравчего великого литовского Владислава Тышкевича (1644—1684) и Теодоры Александры Сапеги (1639—1678), от брака с которой имел сына и дочь:
- Игнацы Завиша (ок. 1690—1738), подкоморий великий и маршалок надворный литовский
- Барбара Радзивилл (1690—1770), жена с 1710 года воеводы новогрудского, князя Николая Фаустина Радзивилла (1688—1746)

## Творчество
Автор переработки итальянского романа «любовь без изменений» (1688), ряда речей на сеймах, собранных его дочерью Барбарой Радзивилл в книге «Отзыв приятных мелодий» (1728) и др.
Наиболее значительное из литературного наследия Кшиштофа Станислава Завиши — его мемуары, в которых описываются политические события и дворянский быт Речи Посполитой XVII—XVIII вв.